# Morti nel 1977/Agosto
| Questa pagina contiene informazioni ricavate automaticamente dalle voci biografiche con l'ausilio del template Bio e di un bot. L'aggiornamento è periodico e automatico e ricostruisce completamente la pagina. Se manca una persona in questa lista, sei pregato di non aggiungerla, ma accertati piuttosto che la sua voce biografica contenga il template Bio e che i dati anagrafici siano correttamente compilati. Se il template Bio manca, inseriscilo tu stesso o, in alternativa, metti l'avviso {{tmp\|Bio}} che ne segnala la mancanza. Se i dati riportati sono sbagliati, correggi direttamente la voce biografica; le modifiche saranno visibili in questa lista entro pochi giorni. Per chiarimenti vedi il progetto biografie. La lista contiene solo le 79 persone che sono citate nell'enciclopedia e per le quali è stato implementato correttamente il template Bio. Pagina aggiornata al 3 mar 2024. |

- 1º agosto - Giacomo Cannonero, vescovo cattolico italiano (n. 1902)
- 1º agosto - Francis Gary Powers, aviatore statunitense (n. 1929)
- 1º agosto - Friedrich Zwazl, calciatore austriaco (n. 1923)
- 2 agosto - Manuel Gonçalves Cerejeira, cardinale e patriarca cattolico portoghese (n. 1888)
- 2 agosto - Howard Everest Hinton, entomologo britannico (n. 1912)
- 3 agosto - Alfred Lunt, attore e regista statunitense (n. 1892)
- 3 agosto - Makarios III, arcivescovo ortodosso e politico cipriota (n. 1913)
- 3 agosto - Camille Schumacher, calciatore lussemburghese (n. 1896)
- 3 agosto - Antonio Villani, calciatore italiano (n. 1901)
- 4 agosto - Ernst Bloch, scrittore e filosofo tedesco (n. 1885)
- 6 agosto - Alexander Bustamante, sindacalista e politico giamaicano (n. 1884)
- 7 agosto - Paul Chaudet, politico svizzero (n. 1904)
- 7 agosto - Masami Kobayashi, ammiraglio giapponese (n. 1890)
- 7 agosto - Bud Moodler, cestista statunitense (n. 1912)
- 7 agosto - Dino Staffa, cardinale e arcivescovo cattolico italiano (n. 1906)
- 8 agosto - Edgar Douglas Adrian, medico e fisiologo britannico (n. 1889)
- 8 agosto - Vytautas Leščinskas, cestista lituano (n. 1922)
- 8 agosto - Son Ngoc Thanh, politico cambogiano (n. 1908)
- 9 agosto - Angelo De Palo, medico e dirigente sportivo italiano (n. 1909)
- 9 agosto - George Kenney, generale statunitense (n. 1889)
- 10 agosto - Vince Barnett, attore statunitense (n. 1902)
- 10 agosto - Andrea Di Robilant, sceneggiatore, produttore cinematografico e regista italiano (n. 1899)
- 10 agosto - Eduard Roschmann, militare austriaco (n. 1908)
- 11 agosto - Otto Andersson, calciatore svedese (n. 1910)
- 11 agosto - Walenty Musielak, calciatore polacco (n. 1913)
- 11 agosto - Frederic Calland Williams, ingegnere inglese (n. 1911)
- 12 agosto - Bobodžan Gafurov, politico e storico sovietico (n. 1909)
- 12 agosto - René Tirard, velocista francese (n. 1899)
- 13 agosto - Karl Kreutzberg, pallamanista tedesco (n. 1912)
- 13 agosto - Henry Williamson, scrittore inglese (n. 1895)
- 14 agosto - Bobby Isaac, pilota automobilistico statunitense (n. 1932)
- 14 agosto - Aleksandr Romanovič Lurija, medico, sociologo e psicologo sovietico (n. 1902)
- 14 agosto - George Oppenheimer, sceneggiatore, commediografo e giornalista statunitense (n. 1900)
- 15 agosto - Raymond A. Palmer, curatore editoriale e scrittore di fantascienza statunitense (n. 1910)
- 15 agosto - Luigi Pavanati, scultore italiano (n. 1915)
- 15 agosto - Cliff Wells, allenatore di pallacanestro e dirigente sportivo statunitense (n. 1896)
- 16 agosto - Giovanni Italo Greco, politico italiano (n. 1896)
- 16 agosto - Elvis Presley, cantante e attore statunitense (n. 1935)
- 16 agosto - Hugo Rolland, politico e antifascista italiano (n. 1895)
- 16 agosto - Franz Ferdinand von Hohenberg, nobile austriaco (n. 1927)
- 17 agosto - Delmer Daves, sceneggiatore, regista e attore statunitense (n. 1904)
- 17 agosto - Roberto Infascelli, regista, sceneggiatore e produttore cinematografico italiano (n. 1938)
- 18 agosto - Tibor Déry, scrittore ungherese (n. 1894)
- 18 agosto - Luigi Gatti, attore italiano (n. 1909)
- 18 agosto - Federico Terschak, alpinista, dirigente sportivo e scrittore tedesco (n. 1890)
- 19 agosto - Aleksander Kreek, pesista estone (n. 1914)
- 19 agosto - Groucho Marx, attore, comico e scrittore statunitense (n. 1890)
- 20 agosto - Carl'Alberto Perroux, avvocato e dirigente sportivo italiano (n. 1905)
- 20 agosto - Paul-André Robert, pittore e naturalista svizzero (n. 1901)
- 20 agosto - Giuseppe Russo, carabiniere italiano (n. 1928)
- 21 agosto - Pierre Cot, politico francese (n. 1895)
- 21 agosto - Danny Lockin, attore, cantante e ballerino statunitense (n. 1943)
- 23 agosto - Sebastian Cabot, attore britannico (n. 1918)
- 23 agosto - Romano Rui, scultore e ceramista italiano (n. 1915)
- 25 agosto - Luigi Bordino, religioso italiano (n. 1922)
- 25 agosto - Giuseppe Pièche, generale e agente segreto italiano (n. 1886)
- 26 agosto - H. A. Rey, scrittore e illustratore tedesco (n. 1898)
- 26 agosto - Francesco Vaccaro, giurista, avvocato e politico italiano (n. 1900)
- 26 agosto - Alessandro Vitali, calciatore italiano (n. 1945)
- 27 agosto - Dorothy Brett, pittrice britannica (n. 1883)
- 27 agosto - Billy Riley, wrestler inglese (n. 1889)
- 27 agosto - Michelangelo Virgillito, imprenditore italiano (n. 1901)
- 27 agosto - Alf Young, allenatore di calcio e calciatore inglese (n. 1905)
- 28 agosto - Peter Altmeier, politico tedesco (n. 1899)
- 28 agosto - Mike Parkes, pilota automobilistico inglese (n. 1931)
- 28 agosto - Ralph Samuelson,  statunitense (n. 1902)
- 29 agosto - Gunnar Aspelin, storico della filosofia svedese (n. 1898)
- 29 agosto - Luigi Del Pietro, presbitero svizzero (n. 1906)
- 29 agosto - Jean Hagen, attrice statunitense (n. 1923)
- 29 agosto - Luciano Manzotti, calciatore italiano (n. 1902)
- 29 agosto - Brian McGuire, pilota automobilistico australiano (n. 1945)
- 29 agosto - Pavol Šoral, calciatore cecoslovacco (n. 1903)
- 30 agosto - Vladimir Tribuc, ammiraglio sovietico (n. 1900)
- 30 agosto - Pentti Vuollekoski, cestista finlandese (n. 1916)
- 31 agosto - Sid Atkinson, ostacolista, velocista e lunghista sudafricano (n. 1901)
- 31 agosto - Luigi Boni, pittore italiano (n. 1904)
- 31 agosto - Henry C. Potter, regista e produttore teatrale statunitense (n. 1904)
- 31 agosto - Joseph Mell, attore statunitense (n. 1915)
- 31 agosto - Basundhara del Nepal, principe nepalese (n. 1921)